# Cola de mono

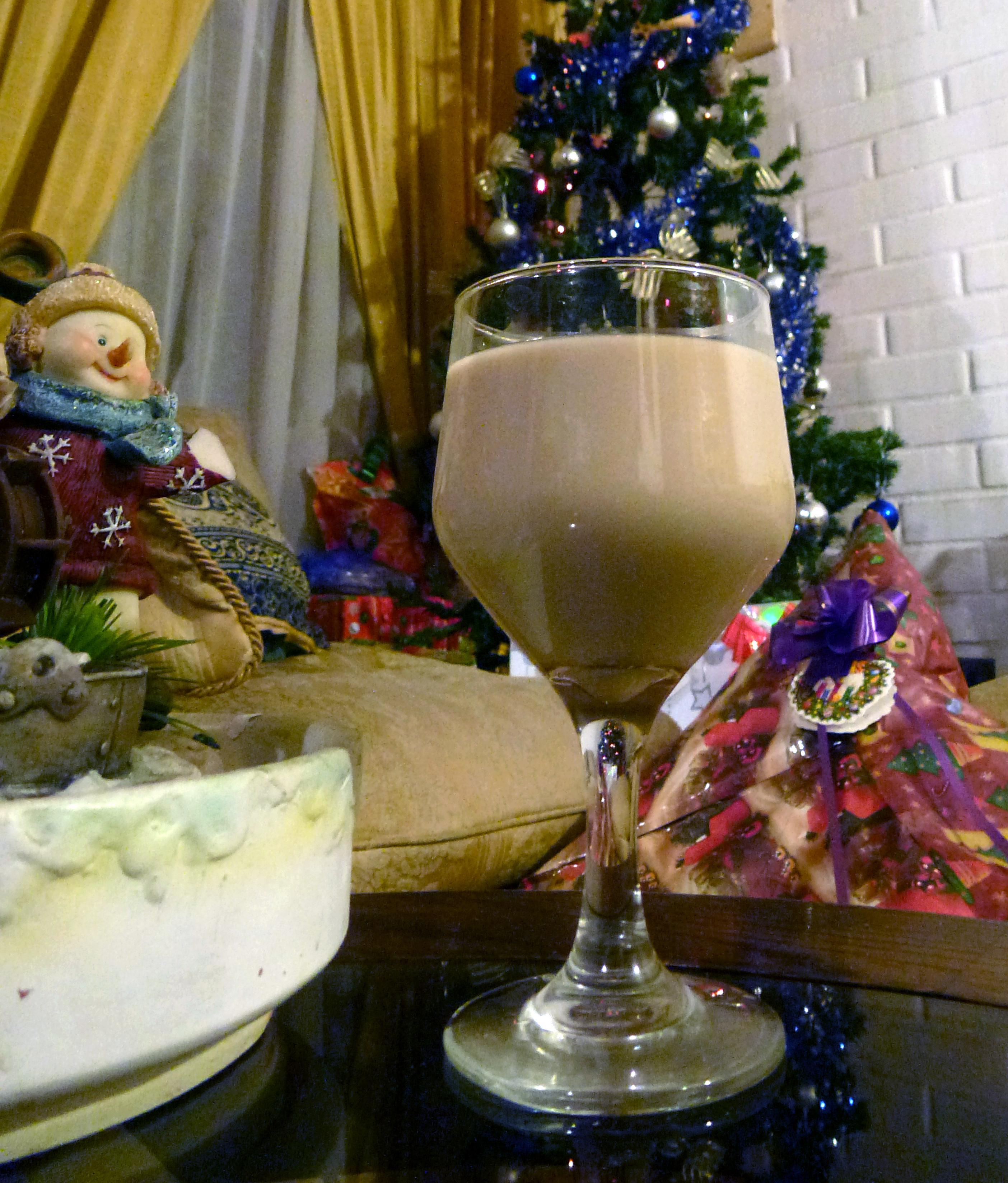
Cola de Mono.

La cola de mono (littéralement « queue de singe ») est un cocktail chilien réalisé à base de lait, sucre, café, clou de girofle, cannelle et eau-de-vie qui se boit en période de noël et du jour de l'an.
Cette boisson rappelle la tradition du lait de poule, se buvant en Amérique du nord à la même époque.